# Poikasaaret
Poikasaaret är en liten ögrupp i Finland. Den ligger i sjön Kankarisvesi och i kommunen Jämsä i den ekonomiska regionen  Jämsä  och landskapet Mellersta Finland, i den södra delen av landet, 200 km norr om huvudstaden Helsingfors. Arean för den av öarna där koordinaterna pekar är 0,3 hektar och dess största längd är 110 meter i nord-sydlig riktning. Ett par något mindre öar finns söder och sydväst om denna.